# Heroes (chanson d'Alesso)
Pour les articles homonymes, voir Heroes (homonymie).
Singles par Alesso
City of Dreams
(2013) Tear The Roof Up
(2014)
Singles par Tove Lo
Not on Drugs
(2014) Talking Body
(2015)
Heroes (we could be) est une chanson du disc jockey suédois Alesso sortie le 25 août 2014 sur le label Def Jam.
Les paroles sont partiellement issues de Heroes de David Bowie, et sont interprétées par la chanteuse suédoise Tove Lo. Le titre rencontre un succès commercial.

## Clip vidéo
Le clip vidéo a été diffusé le 10 octobre 2014. Il montre un groupe d'adolescents ayant des capacités surnaturelles, détenus dans une prison hautement sécurisée. Un ange y est également placé sous surveillance par des scientifiques qui tentent de le faire consommer des drogues censées retirer ses pouvoirs. Pendant ce temps, Alesso entre dans la prison et provoque une coupure de courant en désactivant un transformateur. Il profite de cette diversion pour abattre un scientifique et s'enfuir avec l'ange. Une fois arrivés sur le toit, ils décident de sauter. L'ange parvient à s'enfuit par les airs mais Alesso meurt en tombant sur une voiture. La scène finale montre les adolescents en train de s'échapper de la prison.

## Liste des pistes
| 1. | Heroes (We Could Be) | 3:29 |

## Classement hebdomadaire
| Classement                              | Meilleure position |
| --------------------------------------- | ------------------ |
| Allemagne (Media Control AG)            | 71                 |
| Australie (ARIA)                        | 11                 |
| Autriche (Ö3 Austria Top 40)            | 41                 |
| Belgique (Flandre Ultratop 50 Singles)  | 28                 |
| Belgique (Wallonie Ultratop 50 Singles) | 34                 |
| Danemark (Tracklisten)                  | 26                 |
| Espagne (PROMUSICAE)                    | 24                 |
| États-Unis (Hot 100)                    | 31                 |
| Finlande (Suomen virallinen lista)      | 11                 |
| France (SNEP)                           | 44                 |
| Norvège (VG-lista)                      | 11                 |
| Nouvelle-Zélande (RMNZ)                 | 15                 |
| Royaume-Uni (UK Singles Chart)          | 6                  |
| Pays-Bas (Nederlandse Top 40)           | 18                 |
| Suède (Sverigetopplistan)               | 5                  |
| Suisse (Schweizer Hitparade)            | 47                 |